# Ghost Rider (comics)
Pour les articles homonymes, voir Ghost et Ghost Rider.
Ghost Rider (le « Motard fantôme » ou le « Cavalier fantôme » en VF.) est un super-héros évoluant dans l'univers Marvel de la maison d’édition Marvel Comics. Créé par les scénaristes Roy Thomas et Gary Friedrich, ainsi que le dessinateur Mike Ploog, le personnage de fiction apparaît pour la première fois sous sa forme actuelle dans le comic book Marvel Spotlight #5 en août 1972.
Le nom « Ghost Rider » est à l'origine utilisé par un autre personnage de Marvel Comics (apparu dans Ghost Rider #1 en février 1967), et qui sera renommé par la suite Phantom Rider (en).

## Historique de la publication
En février 1967, le personnage de western Phantom Rider (en) est créé dans le comics Ghost Rider #1 par Roy Thomas, Gary Friedrich et Dick Ayers, en s'inspirant de la série The Lone Ranger. Par la suite, les histoires du Phantom Rider apparaissent dans le magazine Western Gunfighters. Elles seront réimprimées dans les années 1980 par AC Comics (en).
En août 1972, Roy Thomas, Gary Friedrich et Mike Ploog réactualisent le personnage en le nommant Ghost Rider dans le magazine Marvel Spotlight #5.
Le 9 septembre 2013, Disney met fin au procès entamé en juin 2013 entre Marvel Entertainment et Gary Friedrich au sujet des droits sur Ghost Rider, selon des termes non révélés.

## Biographie du personnage

### Johnny Blaze
Johnny Blaze est le fils d'un cascadeur, Barton Blaze. À la mort de ses parents, Johnny est recueilli par Crash Simpson, un ami de son père qui a une fille, Roxanne Simpson.
Un jour, traumatisé par la mort de sa mère adoptive à cause de sa moto, il fait croire à Crash qu'il ne remontera jamais plus sur un deux-roues, mais il continue à s'entrainer secrètement. Puis il s'associe finalement à Crash pour monter le spectacle de cascades à moto le plus spectaculaire au monde. Mais Crash Simpson apprend qu'il est gravement malade et décide d'arrêter le spectacle. Johnny fait alors appel au démon Méphisto et vend son âme en échange de la guérison de son père adoptif.
Johnny n'est pas le seul membre de sa famille à avoir eu affaire avec Méphisto, sa mère biologique voulut conclure un marché avec lui pour sauver son fils, mais ce dernier la dupa. Lors du dernier spectacle, Crash tente un record et se tue en effectuant le saut ; Johnny le remplace et, l'exploit accompli, il accuse Méphisto de duperie car son père est mort tout de même. « Il n'est pas mort de maladie mais accidentellement », rétorque le démon, qui s'apprête à prendre son dû. À ce moment, Roxanne intervient et réussit à l'empêcher de voler l'âme de Johnny. Pour se venger, Méphisto insuffle l'esprit du démon Zarathos (en) dans le corps de Johnny.
Depuis ce jour, Johnny partage son corps avec ce démon qui, la nuit, le transforme en squelette enflammé luttant contre la violence urbaine, chevauchant une moto aux roues de feu et armé d'une chaîne mystique, sous l'identité de Ghost Rider.
On apprendra plus tard dans Ghost Rider (vol. 5) que le responsable de son malheur est un ange corrompu, Zadkiel. Celui-ci chapeautait auparavant les « missions secrètes » du Paradis. L'ancienne petite amie de Johnny, Roxanne, avait conclu un marché avec lui pour éviter au héros une éternité en Enfer. En échange, ce dernier a dû devenir Ghost Rider, l'ange de la Vengeance. Cette entité céleste est désormais à jamais liée à Blaze.

### Danny Ketch
Dans Ghost Rider (vol. 2) (1990), le personnage est l'alter ego d'un jeune homme prénommé Daniel « Danny » Ketch. Celui-ci devient le motard fantôme après avoir été témoin du meurtre de sa sœur. Les deux jeunes gens se cachaient dans une casse automobile quand Dan découvrit une moto. À l'instant où il toucha le bouchon du réservoir, il devint Ghost Rider, l'esprit de Vengeance.
Dans cette série, Dan Ketch n'a pas le contrôle de son alter égo démoniaque Zarathos (en). Celui-ci châtie les criminels avec son regard d'expiation, un pouvoir mystique qui plonge ceux qui en sont la victime dans des visions proches de la folie. Quand il devient Ghost Rider, Dan Ketch possède une force et une endurance surhumaine, ne craint pas les armes conventionnelles et se bat avec une chaîne dont les maillons peuvent se scinder en des projectiles aiguisés et mortels. Sa moto, aux roues enflammées, peut rouler sur toutes les surfaces verticales.
Ses principaux ennemis sont Blackout, Deathwatch, Zodiak et le Révérend Stryge. À la fin de la série diffusée en France, Dan Ketch avait été mordu par le vampire mutant Blackout. Il ne pouvait plus reprendre son apparence humaine sans en mourir.
Nonobstant son interruption brutale, la série fut très populaire grâce à ses histoires violentes et sombres, conjugués aux dessins de Mark Texeira.

### Robbie Reyes
En mars 2014, une nouvelle série, All-New Ghost Rider est lancée, créée par Felipe Smith et Tradd Moore. Le personnage principal est Roberto « Robbie » Reyes, un américano-mexicain au volant d'une voiture Dodge Charger de 1969 modifiée et vivant à Los Angeles.
Robbie est un étudiant qui travaille comme mécanicien et s'occupe de son frère handicapé Gabe. Afin de gagner assez d'argent pour fuir leur quartier dangereux, il participe à une course de rue, mais il devient la cible de mercenaires cherchant à récupérer les pilules responsables de la création de Calvin Zabo, cachées à son insu dans sa voiture. Il est ressuscité par l'esprit d'Eli Morrow qui lui offre les pouvoirs du Ghost Rider. Ses méfaits lui valent la reconnaissance de son quartier mais aussi d'attirer l'attention de Johnny Blaze.
Robbie découvre plus tard qu'Eli Morrow est son oncle et un tueur en série satanique, qui avait été tué par la police après avoir tué 37 personnes ; il est également responsable du handicap de Gabe car il a poussé sa mère dans un escalier alors qu'elle était enceinte. Après un combat intérieur, Robbie et Eli parviennent à un accord, Robbie n'utilisant dès lors les pouvoirs du Rider que contre ceux qui le méritent.

### Alejandra Jones
Au cours de l'arc narratif Fear Itself (2011), une femme nicaraguayenne nommée Alejandra Jones devient Ghost Rider grâce à un rituel exécuté par un homme dénommé Adam. Bien qu'elle démontre de nombreux pouvoirs jusqu'alors inconnus de l'entité Ghost Rider, elle est privée de tout son pouvoir lorsque Johnny Blaze reprend la majeure partie de ce pouvoir. Elle est tuée par Carnage lors de l'événement Absolute Carnage.

### Michael Badilino
Michael Badilino, ancien membre de la police de la ville de New York, est le tiers d'un « médaillon organique du pouvoir » ; les deux autres sont Ketch et Blaze (le médaillon lui-même n'a jamais été expliqué en détail). Il possède des pouvoirs plus proches de ceux de la version Zarathos de Ghost Rider, bien qu'il possède également le Regard de pénitence et que sa moto semble partager des caractéristiques avec la version Noble Kale. Son apparence se distingue par un crâne violet foncé, de grands crocs dépassant de sa mâchoire supérieure et des cornes incurvées vers l'arrière sur le dessus de son crâne.
Sous sa forme surhumaine, Badilino s'appelait Vengeance et avait initialement tenté de tuer le Ghost Rider, le croyant être Zarathos. Vengeance devint plus tard l'allié de Ghost Rider et Johnny Blaze. Vengeance a également assumé le rôle de Ghost Rider et s'est même mentionné semi-sérieusement sous ce nom lorsqu'il a été confronté à Spider-Man peu de temps après la mort apparente de Ghost Rider dans la bataille avec Zarathos et ses acolytes The Fallen. Vengeance s'est suicidé, ainsi que le méchant Hellgate, en déclenchant une explosion massive à travers son Hellfire, la source des flammes mystiques qui englobent les os de Vengeance et de Ghost Rider.
La vengeance réapparaît dans les quatre derniers numéros de Ghost Rider (vol. 3), impliquée dans les plans de Blackheart visant à tuer Noble Kale. La vengeance aide le Ghost Rider dans la bataille qui s'ensuit, détruisant Blackheart et dirigeant l'Enfer pendant les absences de Ketch.
Une incarnation Ultimate Marvel de Vengeance existe alors que l'ancien motard devenu vice-président des États-Unis, Robert Blackthorne , a été présenté comme un méchant dans Ultimate Avengers .

### Kushala
Au XIXe siècle, alors que sa tribu était attaquée par l'armée américaine, les parents de Kushala furent tués et, dans un acte de rage, elle pria son créateur, mais fut possédée par un Esprit de vengeance. Puis elle a brûlé tout le monde jusqu'à ce qu'il ne reste plus que leurs esprits. Après avoir été possédée par l'Esprit de Vengeance, Kushala a parcouru le monde à la recherche et à l'étude de différentes formes de magie dans le but de se guérir. Ses compétences dans les arts mystiques l'ont finalement amenée à devenir la Sorcière suprême de son époque.

### Le Ghost Rider préhistorique
Le premier Ghost Rider apparaît durant la Préhistoire. Ayant un Mammouth comme monture, il s’allie aux Vengeurs de l’époque, notamment Odin.
Il meurt lors du combat des Vengeurs préhistoriques et modernes contre les Maîtres du mal multiversels.

## Famille
Johnny Blaze :
- Roxanne Simpson Blaze (épouse)
- Craig Blaze (fils, présumé décédé)
- Emma Blaze (fille, présumée décédée)
- Barton Blaze (père, décédé)
- Craig « Crash » Simpson (père adoptif, décédé)
- Mona Simpson (mère adoptive, décédée)

Danny Ketch :
- Barbara Ketch (sœur, décédée)
- Naomi Kale (mère, décédée)
- Andrew Kale (cousin, décédé)
- Jennifer Kale (cousine)
- Joshua Kale (grand-père, décédé)

Robbie Reyes :
- Gabriel Reyes (frère)
- Eli Morrow (oncle, décédé)

## Personnage

### Apparence
Johnny Blaze est un homme blond, de corpulence normale et qui est habillé en motard (veste et pantalon noirs).
Danny Ketch est un jeune adulte aux cheveux brun. Lorsqu’il se transforme en Ghost Rider, son apparence change du tout au tout : son corps prend une apparence squelettique à la tête enflammée. Sa veste devient plus sombre, plus sinistre et est équipée de chaînes et de pointes.
L'apparence de Ghost Rider a été très largement inspiré par celle du personnage de Blazing Skull.

### Pouvoirs, capacités et équipement
- Ghost Rider possède une force surhumaine lui permettant de soulever environ 25 tonnes ; il est par ailleurs immunisé contre toute forme de blessures.
- Son regard est doté du pouvoir d'expiation : il traumatise l'âme des humains, en leur faisant ressentir toutes les conséquences de leurs mauvaises actions. Ce regard de pénitence inspire la frayeur même aux plus durs des malfrats, d'un seul regard.
- Le crâne de Ghost Rider est entouré d'un feu mystique ; il maîtrise le feu infernal et peut le projeter à partir de son corps.
- Sous son apparence de Ghost Rider, il possède une moto noire dotée de roues enflammées, qui apparaît avec lui. La moto peut se déplacer sur l'eau et à la verticale. Ghost Rider peut y faire appel dès qu'il le souhaite. Si la moto est détruite, elle se reconstitue très rapidement.

Au combat, Ghost Rider utilise habituellement une chaîne de métal dotée de propriétés magiques, qui peut se transformer en différentes formes.

## Entourage de la première série

### Alliés
- Daredevil
- les Champions de Los Angeles
(la Veuve noire, Hercule, Angel, Iceberg)
- Hulk
- Daimon Hellstrom
- Spider-Man
- Docteur Strange
- Wolverine
- le Punisher

### Ennemis
- Méphisto
- Snakedance
- Orbe
- Aquarius (en)
- Water Wizard
- Death-Stalker
- Enforcer
- l'Anguille
- le Gladiateur
- Blackheart
- le Punisher
- Kazann
- Cœur d'ange

## Versions alternatives

### Ghost Rider 2099
Au milieu des années 1990, Marvel Comics lança un personnage reprenant l'idée du motard fantôme dans la continuité du sous-univers Marvel 2099 (un des futurs probables de l'univers Marvel, où l'on pouvait retrouver de nouvelles versions des X-Men, Spider-Man, Iron Man, Hulk et Docteur Fatalis). La série réalisée par Len Kaminski, Chris Bachalo et Mark Buckingham a duré de 1994 à 1996.
Ghost Rider était ici un jeune pirate informatique du nom de Zero, dont l'esprit avait été transféré dans un corps cybernétique.

### Cosmic Ghost Rider
Personnage de fiction alternatif du Punisher (Frank Castle).

### Naomi Kale
Naomi Kale est la mère de Johnny Blaze, Danny Ketch et Barbara Ketch.

### Noble Kale
Noble a vécu au XVIIIe siècle et a grandi avec son père violent, le pasteur Kale, et son jeune frère Dante.
Noble est tombé amoureux d'une fille noire nommée Magdelena. Mais, en raison de la couleur de sa peau et des fortes opinions religieuses de son père, le couple a gardé leur amour secret. Ils ont été forcés de dire au pasteur Kale quand Magdelena a donné naissance à l'enfant de Noble. Noble et Magdelena se sont alors mariés.
Peu de temps après le mariage, Magdelena a découvert le sombre secret du pasteur Kale ; il était un serviteur du seigneur des ténèbres Méphisto. Pour dissimuler les découvertes de Magdelena, le pasteur Kale l'a accusée de sorcellerie et l'a fait brûler vive. Sachant que son fils Noble s'y opposerait, il le fit drogué, torturé et battu dans la cave de l'église.
Juste avant de mourir, Magdelena a utilisé une malédiction pour invoquer des démons qui vengeaient les femmes lésées. Les démons s'appelaient « Furies » et ils commencèrent à tuer les habitants de la ville. Craignant la mort, le pasteur Kale a conclu un accord avec Méphisto. En échange de sa sécurité, Méphisto a obtenu l'âme de Noble. Méphisto s'est rendu compte que Noble était attaché à un morceau du Médaillon du Pouvoir et il a activé le morceau pour transformer Noble en "Esprit de Vengeance" original. Lorsque Ghost Rider eut détruit les Furies, Pastor lui offrit de la chair humaine – le fils de Noble. Noble, sous les traits de Ghost Rider, n'était pas disposé à manger son propre enfant et il s'est suicidé.
Lorsque Méphisto apparut plus tard pour réclamer l'âme de Noble, le frère de Méphisto, l'archange Uriel, apparut et exigea que l'âme de Noble Kale soit épargnée. Aucun accord n'a pu être trouvé, et par conséquent un compromis a été fait selon lequel l'âme de Noble ne pouvait être revendiquée par aucun des deux royaumes ; mais au lieu de cela, son âme resterait dans le vide jusqu'à ce qu'elle renoue avec certains membres de sa famille.
Noble Kale a également été établi comme ancêtre de Jennifer Kale.

### Ghost / The Rider
En raison de la présence de l'Ancêtre Céleste influençant l'évolution humaine, en 1 000 000 av. J.-C., certains humains sont devenus beaucoup plus intelligents que d'autres et capables de parler une nouvelle langue. Cependant, ils ont dû cacher ce don à leurs frères de peur d’être ostracisés. Un jour, un garçon doué de la capacité de parler est approché par un mystérieux étranger qui possédait également ce don, seulement pour voir l'étranger se transformer en bête et dévorer toute sa tribu. L'étranger a laissé le garçon vivre et le nomme "Fantôme" avant de lui dire de le défier quand il en sera digne. Le garçon a été forcé de survivre seul, bien qu'il se lie d'amitié avec un mammouth laineux. Après avoir failli mourir dans un environnement hostile, il est approché par Méphisto sous la forme d'un serpent, qui lui dit de prononcer son nom. Ghost fait cela et est lié à un esprit de vengeance ; après quoi il imprégna le mammouth de son feu de l'enfer nouvellement acquis. D'autres humains n'avaient jamais vu quelqu'un chevaucher un animal auparavant et ont commencé à appeler Ghost "le Cavalier". Le Cavalier poursuivit ses recherches et, cinq ans plus tard, finit par rattraper l'homme qui avait dévoré sa tribu. L'homme se transforma une fois de plus, se révélant être le premier Wendigo . Pendant le combat, le Cavalier prit les os des morts que le Wendigo avait tués et les utilisa pour former une arme ; la première version de la chaîne signature du Ghost Rider. Le Cavalier combattit le Wendigo jusqu'à ce que finalement le mammouth laineux du Cavalier tombe d'une falaise. Par la suite, Ghost a été approché par Odin et Lady Phoenix pour rejoindre la version préhistorique des Avengers.
Après avoir imprégné son feu de l'enfer d'un autre mammouth laineux, le Ghost Rider a aidé les Avengers préhistoriques (composés d'Agamotto, Odin, Lady Phoenix et des versions préhistoriques de Black Panther, Iron Fist et Star Brand) à combattre un Céleste incontrôlable appelé le Déchu; ce qui a entraîné la mort de son mammouth laineux au combat. Le Ghost Rider a juré de se venger et a aidé ses coéquipiers à vaincre les Déchus et à les enfermer sous terre dans ce qui allait devenir l'Afrique du Sud.  Le Ghost Rider a ensuite aidé les Avengers préhistoriques à combattre le Premier Hôte.

### Hellhawk
Au XIe siècle, un chef amérindien de la nation Sioux nommé Hellhawk arborait les pouvoirs du Ghost Rider. Il faisait partie des Avengers de Thor de l'an 1000.
Au XVIIe siècle, Hellhawk développa une rivalité avec Noble Kane. Il a ensuite été tué par Narcosis pour servir d'avertissement à Méphisto par Belasco pour garder ses Esprits de Vengeance hors des Limbes.

### Esprits de la vengeance
Sept cavaliers montrent leurs têtes enflammées pour la première fois dans cet arc narratif de l'écrivain Jason Aaron et de l'artiste Tan Eng Huat. Daniel Ketch revient avec une nouvelle mission : collecter les pouvoirs de tous les Ghost Riders pour l'ange Zadkiel afin d'empêcher la corruption des pouvoirs avec leurs hôtes humains. Zadkiel a d'autres motivations qu'il garde pour lui, pour lesquelles il a besoin des pouvoirs des cavaliers pour abattre les murs de la Nouvelle Jérusalem et faire la guerre aux cieux.

### Travis Parham
Une version de Ghost Rider est apparue dans la mini-série Ghost Rider : Trail of Tears #1-6 (avril-septembre 2007) de l'écrivain Garth Ennis et de l'artiste Clayton Crain . Se déroulant pendant la guerre de Sécession , l'officier confédéré Travis Parham venge les meurtres de son ami, un ancien esclave nommé Caleb et de la famille de Caleb. Parham rencontre un Ghost Rider équestre qui recherche les mêmes hommes. Finalement, Parham apprend les décès qui ont contribué à l'émergence de l'Esprit de vengeance.

### Ghost Rider duXIXesiècle
Au XIXe siècle, un Ghost Rider anonyme était actif à la frontière américaine. Il a ciblé toute personne qui tuait des femmes et des enfants amérindiens ou qui leur coupait le crâne.

### Adjoint Kowalski
L'adjoint Kowalski était un flic normal dans une petite ville jusqu'à ce que Ghost Rider arrive un jour. C'est alors que Kowalski fut kidnappé par un cannibale local qui lui coupa la main. Des événements se sont produits qui ont conduit Kowalski à s'échapper et à développer une colère contre le Ghost Rider. Son attention a été attirée sur le fusil de chasse Hellfire en possession de Badilino. Après avoir acheté l'arme - et découvert à la surprise de Badilino qu'elle fonctionnerait pour Kowalski - Kowalski a été recruté par des agents de Zadkiel et on lui a dit d'attendre au milieu du désert le Ghost Rider. Johnny Blaze (en tant que Ghost Rider) est arrivé à la poursuite de Danny Ketch (en tant que nouvelle incarnation de Ghost Rider). Kowalski a réussi à tirer sur Blaze. Même s'il s'agissait d'un revers mineur, Blaze reprit sa poursuite de Ketch. Laissé dans le désert, Kowalski se retrouva bientôt transformé en le nouveau Vengeance, arborant des flammes vertes et un crochet pour sa main droite, après que Ketch ait rendu les pouvoirs des Esprits de Vengeance sur Terre.
Avec une soif de vengeance, Kowalski, en tant que Vengeance, a été recruté par Blackout en tant que membre de la Ghost Rider Assassination League de Zadkiel. Kowalski était en partenariat avec The Orb et devait empêcher Blaze et Ketch d'atteindre un monastère qui contenait une porte vers le paradis . Kowalski a été facilement vaincu par les deux Ghost Riders et a été laissé comme animal de compagnie avec la mère supérieure du monastère.
Vengeance a ensuite été libérée par le Conseil des Ombres et rejoint la neuvième incarnation des Maîtres du Mal

## Apparitions dans d'autres médias
Sauf indication contraire, les informations mentionnées dans cette section peuvent être confirmées par la base de données cinématographiques IMDb,  présente dans la section « Liens externes ».

### Cinéma
interprété par Nicolas Cage :

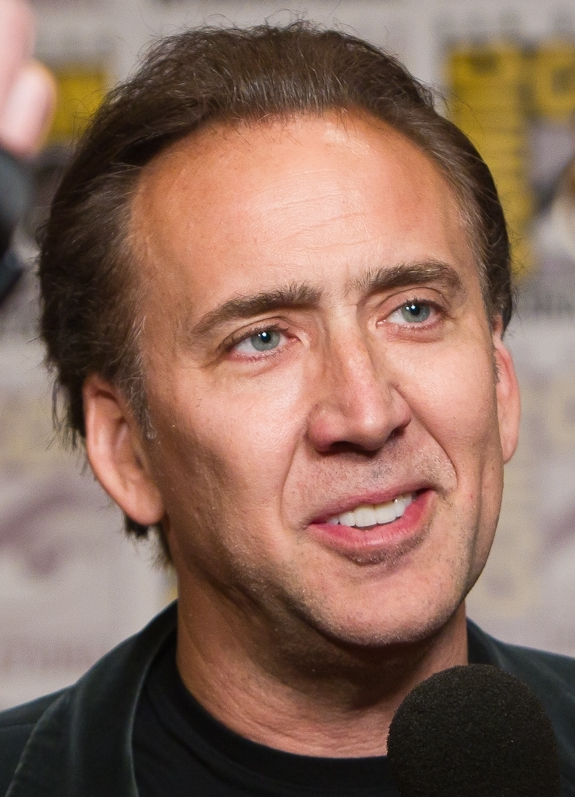
L'acteur Nicolas Cage incarne Johnny Blaze/Ghost Rider dans les films Ghost Rider (2007) et Ghost Rider 2 (2012).

- 2007 : Ghost Rider de Mark Steven Johnson
- 2012 : Ghost Rider 2 : L'Esprit de vengeance de Mark Neveldine et Brian Taylor

### Télévision

#### Séries d'animation
- 1993 : X-Men : Dan Ketch
- 1995 : Les Quatre Fantastiques (épisode 21) : Dan Ketch
- 1996 : L'Incroyable Hulk (épisode 5) : Dan Ketch
- 2015 : Hulk et les Agents du S.M.A.S.H. (saison 2, épisode 24) : Johnny Blaze
- 2018 : Avengers Rassemblement

#### Série télévisée
- 2016 : Marvel : Les Agents du SHIELD de Joss Whedon (saison 4) : Robbie Reyes, interprété par Gabriel Luna

### Jeux vidéo
- 1995 : Venom/Spider-Man: Separation Anxiety
- 2006 : Marvel Ultimate Alliance
- 2007 : Ghost Rider
- 2011 : Ultimate Marvel Vs Capcom 3
- 2012 : Marvel: Avengers Alliance (en)
- 2013 : LEGO Marvel Super Heroes
- 2014 : Marvel Heroes
- 2016 : Marvel : Tournoi des champions
- 2016 : Marvel: Future Fight
- 2022 : Marvel's Midnight Suns